# 約翰·英索
約翰·內維爾·英索（英語：John Nevil Insall；1930年—2000年）是英國籍的骨科醫師。他是發展全膝關節置換術的先驅。他設計的四個全膝關節置換術系統大大地推進了該領域的發展，至今仍使用，並作為新開發系統的比較基準。

## 出生背景
英索醫師出生於英國的伯恩茅斯，入學劍橋大學科珀斯克里斯蒂学院，並於1953年畢業。畢業後曾在英國及加拿大執業。後來加入紐約市特殊外科醫院 。他在贝斯以色列女执事医疗中心創立英索-史考特-凱利機構（ Insall Scott Kelly Institute）、以及膝關節醫學會

## 貢獻
在全膝關節置換術發展的早期，大多研究團隊都致力研發承軸式、以及保留後十字韌帶的人工關節設計。但英索醫師相信，唯有非相連式的設計、且在全膝關節置換術中一律移除後十字韌帶，並對應以人工關節結構的補強，才能讓每個患者術後獲得更一致的功能改善。英索醫師以此理念帶領1974年全髁式人工膝關節 (Total Condylar Knee)的設計，是現代所有人工膝關節的雛型。隨後幾經改善推新，在1978年與生物醫學工程師艾伯特·柏斯坦(Albert Burstein)合作研發的英索-柏斯坦後穩定型人工膝關節 ( Insall-Burstein Posterior Stabilized Prosthesis)，更是全膝關節置換術發展史上的經典設計。該設計的優異性能與長久的耐用年限，成為後來所有新型人工膝關節開發時的比較標準。
除了他著作的卓越教科書《膝蓋手術》（Surgery of the Knee）（Churchill-Livingstone， 2000）之外，英索醫師發表了150篇文章、41篇教科書章節以及五本書。他生涯訓練了超過200名骨科住院醫師、以及100名本國或國際研究醫師。台灣的骨科界也有過去曾為英索醫師旗下的研究醫師。學界成立有英索學會紀念這位大師。